# Lyn Scully
Lynette "Lyn" Scully (apellido de soltera: O'Rourke, anteriormente: Robinson) es un personaje ficticio de la serie de televisión australiana Neighbours, interpretada por el actor australiana Janet Andrewartha del 21 de octubre de 1999 hasta el 2006, posteriormente apareció del 21 de mayo hasta el 4 de junio de 2008 como invitada y el 24 de agosto de 2009 regresó como personaje recurrente, papel que interpretó hasta el 26 de mayo de 2011. Janet regresó brevemente a la serie el 1 de febrero del 2016.

## Antecedentes
Lyn y su familia se mudaron a la calle Ramsay solo a minutos de que la familia Martin se fuera. En un inicio Lyn se las arregló para insultar a sus nuevos vecinos durante el primer día a pesar de tratar de ser cortés. Sin embargo poco después encontró a unos buenos amigos en Susan Kennedy, Lou Carpenter y Carmella Cammeniti. Sin embargo cuando Susan se entera de que Lyn sabía desde el principio que su hija Steph se había acostado con Dan el esposo de su hija Libby, Susan decide alejarse de ella y la relación con Lyn se destruye.

## Biografía
Lyn llegó por primera vez a Erinsborough en 1999, cuando su hijo Jack llegó a la calle Ramsay poco después Lyn dio a luz a su quinto hijo Oscar.
Inmediatamente después del nacimiento de Oscar, Lyn comenzó a sufrir de depresión post-natal, incluso llegó a dejarlo solo en su coche. Poco después comenzó a comenzó a robar en tiendas y más tarde se divorció de Joe cuando este se fue de Erinsborough para trabajar en la granja de su padre. 
Cuando Lyn se encontraba viendo una película casera filmada meses después de su nacimiento, descubrió que Connie O'Rourke la mujer que creía que era su madre era en realidad su tía. Poco después se descubrió que la hermana de Connie, Valda Sheergold y Charlie Cassidy eran en realidad sus padres. Para evitar controversias la pareja decidió que Lyn fuera criada por Connie y su esposo Henry O'Rourke. Sintiéndose traicionada por Valda, Lyn se alejó de ella pero con el tiempo la perdonó y estableció una relación con su madre.
Pronto Lyn comenzó a salir con Bobby Hoyland, pero la relación terminó cuando se enteró de que Bobby la había engañado con Susan y había coqueteado con Janelle Timmins. Poco después se comprometió con Joe, sin embargo la celebración se vio interrumpida cuando Toby, el hijo de Joe le pidió su ayuda para manejar la nueva granja que había comprado. Al inicio Joe no quería ir pero Lyn le hizo ver que su prioridad era Toby y que si en realidad estaban echos el uno para el otro, él iba a regresar.
Luego salió brevemente con el joven Andy Tanner, quien dejó a su esposa por ella, pero la relación tampoco duró después de que Lyn se enterara de que Andy tenía hijos de quienes no le había contado nada. Lyn comenzó a irritar tanto a Steph como al bebé lo que llevó a Max y a Susan a pensar que la conducta de Lyn se debía a la ausencia de Joe y a la falta de atención que le dio a Oscar durante sus primeros días de nacido.
Cuando Ned Parker quien frecuentemente cuidaba de Oscar, le sugirió que trabajar tanto y prestarle más atención a su nieto Charlie, hacia que descuidara a Oscar; Lyn decidió financiar un cinturón para bebés que había sido creado por Steph, pero se vieron demandadas por una compañía que sostenía que ellos habían tenido la idea del cinturón primero. Lyn se vio obligada a venderle su casa a Loris Timmins y junto con Oscar se mudaron con Paul Robinson, con quien comenzó una relación.
Poco después en 2006 Lyn y Paul se casaron pero el mismo día de la boda Paul incapaz de olvidarse de su obsesión por Rosetta Cammeniti inmediatamente la dejó, por lo que Lyn, devastada, decidió irse con Oscar a la que sería su luna de miel en las Maldives. 
Cuando volvió a Australia Lyn decidió mudarse a Shelley Bay con su madre en vez de regresar a Ramsay para enfrentar a Paul, cuando Valda regresó a Erinsborough reveló que Lyn recientemente había abierto su propio salón de belleza. 
En mayo del 2008 regresó de nuevo a Erinsborough, al inicio Susan trató de evitarla pero pronto ambas retomaron su amistad, el mismo día Elle Robinson la descubrió escribiendo una carta donde Lyn extorsionaba a su padre Paul. Cuando Steph se enteró, Lyn le dijo que entre la deuda y facturas de Valda y la guardería de Oscar tenía miedo de irse a la bancarrota.
Cuando Paul se enteró de que Lyn sabía que había engañado a Rebecca Napier con Kirsten Gannon, trató de evitarlo al igual que Elle sin embargo no lo lograron, cuando Lyn le contó a Susan acerca de la aventura esta terminó diciéndole todo a Rebecca ya que no quería que alguien tan agradable como ella se casara con un hombre como Paul. Más tarde en junio del mismo año Lyn decidió irse de nuevo y regresó a Shelley Bay.
En agosto del 2009 regresó de nuevo a la calle Ramsay, curiosamente su llegada coincidió con el día de la boda de Paul con Rebecca, durante la ceremonia Lyn interrumpió diciendo que ella y Paul no estaban divorciados ya que nunca fue anulado su matrimonio. 
Paul, molesto con Lyn, la confrontó y esta le reveló que no firmaría los papeles del divorcio si él no le daba dinero. Lyn decidió quedarse en Ramsay y hecho a Rebecca y Declan cuando compró la casa en donde vivían. Cuando Paul se entera de lo que hizo Lyn queda furioso y trata de comprarla para que se vaya de la ciudad, aunque al inicio acepta luego decide no irse.
Más tarde Lyn compra el General Store y comienza una pelea con Rebecca, en donde ambas tratan de sabotear el negocio de la otra, sin embargo poco después deciden llegar a una tregua. Cuando Lyn por fin firma los papeles de divorcio inmediatamente Paul sorprende a Rebecca y se casan, Lyn luego le revela a Steph que todavía ama a Paul.
Cuando se entera de que Steph regresó con Toadfish Rebecchi y que está embarazada Lyn decide descubrir la verdad acerca de la relación pero luego se ve obligada a aceptar que es real cuando no encuentra nada raro. Poco después cuando descubre un DVD del ultrasonido de Steph se da cuenta de que las fechas no coinciden y cuando confronta a Steph esta le revela que el bebé que espera es de Daniel Fitzgerald, el esposo de Libby, y que Toadie la está ayudando a guardar las apariencias. 
Steph obliga a su madre a guardar el secreto pero le deja saber a su hija que no está de acuerdo con lo que ella y Toadie están haciendo. Cuando Steph y Toadie anuncian que están comprometidos Lyn queda en shock, sin embargo luego lo acepta y trata de organizar la boda lo que desespera tanto a su hija como a Toadie. Poco después se casan sin embargo durante la ceremonia Lyn le dice a Sonya Mitchell que se vaya y deje a Toadie en paz, cuando Steph y Toadie se enteran de lo que hizo, Steph le dice a Toadie que vaya a buscarla.
Más tarde Lyn acepta salir con Terry Kearney, aunque al inicio se preocupa ya que siempre escoge al hombre equivocado, luego ambos salen. Sin embargo poco después Lyn le dice a Terry que quisiera que solo fueran amigos, lo que deja a Terry triste y este decide irse de Erinsborough. Cuando Steph se emborracha y atropella a Ringo Brown este muere y Steph es encarcelada por lo que Lyn queda devastada y decide quedarse a cargo de su nieto, Charlie.
Más tarde, cuando Lyn se entera de que Stephanie ha sido transferida a una cárcel en Béndigo, decide mudarse con Charlie para estar más cerca de ella.